# Тиль Колуп
Тиль Колуп (он же в верхненемецких документах Тилльманн или Дитрих Хольцшу, ? — 7 июля 1285 г.) — самозванец, выдававший себя за императора Фридриха II Штауфена. Сожжён на костре.

## Легенда о Фридрихе II
Фридрих Второй остался в памяти потомков как одна из самых сложных и противоречивых фигур Средневековья. Высокообразованный, талантливый правитель, он доходил в своих философских взглядах практически до отрицания религии (ему предписывается знаменитый тезис о «трёх обманщиках — Христе, Моисее и Магомете, двое из которых умерли в почёте, а первый был распят на кресте»). Движимый честолюбием, этот император всю жизнь вел завоевательные войны, стремясь вначале захватить престол Священной Римской империи, затем расширить свои владения за счет итальянских земель.
Это последнее желание с необходимостью вело его к столкновению с папским престолом — и действительно, в царствование Фридриха разворачивается с особенной силой борьба империи и церкви, в Италии сталкиваются между собой гвельфы и гибеллины, первые из которых представляют церковные интересы, вторые — поддерживают империю.
Данный период характеризовался глубоким кризисом католической церкви, кризисом, приведшим в дальнейшем итоге к её расколу и появлению протестантизма. Потому император умерший в достаточно молодом возрасте, вдали от родины, остался в истории двойственной фигурой. С точки зрения тогдашнего католического клира он виделся как Антихрист, чье пришествие ожидалось, и падению которого была предустановлена даже точная дата — 1260 г.
С другой стороны, император, пользовавшийся поддержкой в Германских землях, виделся освободителем от власти церковников. Его сравнительно ранняя кончина вдали от родины и эсхатологические ожидания того времени заставляли многих видеть в нем «последнего императора», который скрылся, но вернется для того, чтобы установить мир и процветание на многие годы.
Саксонская мировая хроника (1260 г.) отмечает

«В это время говорили, что император Фридрих умер; часть народа все же утверждала, что он ещё жив; сомнение длилось долгое время».

В 1280 г. Янс Эникель, уроженец Вены, в своей «Хронике» счел нужным упомянуть, что «император скрывается» и никто не знает, жив он или умер, или быть может, обосновался в «чужих землях». Таким образом, почва для появляния самозванцев была готова.

## Экономические предпосылки появления
В Германии XIII века шли те же процессы что и в остальной Европе — рост городов и оживление торговли, развитие ремесленного производства. Интересы городского сословия требовали безопасности жизни и защиты основных торговых путей против засилия и произвола местных феодалов — что мог, конечно же, обеспечить только могущественный император. Междуцарствие, наступившее после смерти Фридриха обострили существующие противоречия, города вынуждены были создавать объединения для самозащиты, самым известным из них был «Рейнский союз» (1254 г), объединивший около 70 городов и селений, находившихся между Цюрихом, Бременом и Любеком, Ахеном, Кольмаром и Мюльгаузеном в Тюрингии. Впрочем, это объединение сумело просуществовать не более трех лет и распалось из-за внутренних противоречий. Проблема оставалась нерешенной, начало правления Рудольфа Габсбурга, поначалу принятое с воодушевлением, как оказалось, не могло гарантировать ни мира, ни исполнения законов. Ещё больше популярность «поповского императора» пострадала из-за введения новых налогов, в частности о «тридцатом пфенниге» (всеобщая сдача имущества в размере 3 1/3 процента). Последнее нововведение вызвало негодование и сопротивление вплоть до вооруженного. Все больше людей с ностальгией вспоминало последнего императора «добрых старых времен» — Фридриха. Ни то, что он был проклятым церковью еретиком, ни отношение исторического Фридриха к городской свободе (он считал её «ядовитым растением, которое нужно вырвать без остатка») не могло поколебать всеобщих настроений. Возвращения императора ждали — и он, конечно же, не преминул явиться.

## Первое (сомнительное) упоминание о Тиле Колупе
Трудно определить, был ли Лже-Фридрих один или на исторической арене (как это часто бывало) о себе заявили сразу несколько самозванцев. Так или иначе, Кольмарские Анналы 1284 года коротко упоминают о некоем «еремите Генрихе», выдававшем себя за Фридриха II.
Следующий самозванец появляется в городе Любеке. О нем упоминает в своей «Хронике» под 1284 годом Детмар Любекский. По его данным, самозванец был принят с энтузиазмом, и «простой люд» с почестями провожал его через весь город. Бургомистр (возможно, в самом деле обманутый, или просто опасавшийся самосуда) также отзывался о нем с уважением, особый вес этому факту придавало то, чтр бургомистр не раз бывал с посольствами при дворе и видел императора. Впрочем, самозванец вскоре пропал так же неожиданно, как появился. Никаких других сведений о нем не сохранилось.
Историки не могут прийти к единому решению — был ли это Тиль Колуп, таким образом решивший «прорепетировать» будущую роль или же речь идет о двух разных людях.

## Появление
Так или иначе, персонаж известный как Тиль Колуп вскоре появляется в том же 1284 году в Кёльне. Впрочем, его ожидает очень холодный прием. Люди архиепископа высмеяли самозванца, и объявив сумасшедшим, выдворили вон из города.
Зато его приняли к себе горожане из близлежащего Нойса, бывшие во вражде с Кёльнским архиепископом, и в течение нескольких месяцев, самозванец держит в городе свой «двор». Немедля он начинает рассылать письма (в частности к герцогу Брабанта и графу Голландии), которые дошли до нас в несколько сомнительных копиях. Здесь ему вновь не везёт, из Брабанта ответа не пришло (или же он не сохранился), граф Голландский в резких словах отказал в помощи «нежданному привидению». Впрочем, не стоит забывать, что отец Вильгельма, графа Голландского, жестоко враждовал с Фридрихом, и потому ответное письмо говорит скорее о политических взглядах Вильгельма, и не приближает нас к ответу, кем был претендент на самом деле.
Однако же, итальянские города и маркграф фон Эсте послали гонцов, чтобы узнать как можно подробней историю внезапно ожившего императора, хронист Салимбене писал, что в 1284 году ожили надежды иоахимитов, что император, ранее пропавший, вернулся, как было предсказано тибуртинской сивиллой (пророчества о «последнем императоре, который придёт перед концом света, принеся с собой мир»). В хрониках Англии можно найти упоминание о том, что после 32 лет «Фридрих II появился, чтобы вновь вступить в свои права».

## Разоблачение и казнь
Авантюра Колупа не могла продолжаться долго. Несмотря на то, что к самозванцу (видимо, из политических соображений) примкнули Фридрих Тюрингский, его брат Дицманн и его зять Генрих Брауншвайгский — Рудольф Габсбург не мог оставить без внимания набирающего силу самозванца.
Прервав осаду Кольмара (чтобы принудить этот город к уплате новых налогов), он спешным порядком двинул армию против Колупа.
Впрочем, самозванец не стал его ждать и в спешке оставил Нойс. Возможно также, это было обусловнено тем, что епископ Кёльнский угрожал городу осадой, если самозванец не будет выдан для суда. Возможно также, что мятежные фландрские города обещали ему поддержку. В любом случае, досконально известно, что 9 мая 1285 года он появляется в Вецларе, одном из городов, поднявших оружие против императора Рудольфа.
Самозванец встречен с почестями — но это его последний успех. Едва императорская армия осадила город, местные «патриции» схватили и выдали Колупа королевскому суду. После пыток (во время которых он якобы назвал своё настоящее имя — Тиль Колуп) самозванец был публично сожжен на костре как «мятежник и еретик».
Краткий вариант событий, изложенный в Фюрстенфельдской хронике, выглядит так:

Теперь, когда всё стало спокойно, и король удалился в свои покои отдохнуть от содеянного им (1284/85), появился один мошенник, который выдавал себя за покойного императора Фридриха, а тем, кто хотел подтверждений, доказывал это различными приметами и знаками. Но он, будучи обманщиком, много народа сумел ввести в заблуждение, и многие ручались за него, что он и в самом деле император. Одни связывали с его появлением радостные надежды и говорили: «Это — он», другие, напротив, заявляли: «Это не он, он просто дурачит народ», а некоторые по каким-то своим соображениям утверждали, что его подослали противники короля, ищущие удобный случай, чтобы постараться свергнуть его с вершины власти. Ведь если этому мошеннику на самом деле удастся захватить императорскую власть, то авторитет короля сойдёт на нет. Но здесь они просчитались и очень быстро обманулись в своих ожиданиях. А король, который в мудром предвидении распространил влияние своей семьи на далёкие страны, так что больше уже не было тех, кто мог бы восстать против него, вдруг почувствовал, что из-за этого бродяги народ впал в заблуждение и взволновался. Поэтому король велел разложить огромный костёр, на котором в присутствии большого скопления народа предать его сожжению. Это стало концом мошенника, который смеялся над многими, но, в конце концов, сам был выставлен на позор и посмешище.

## Версии о подлинном имени и происхождении
Исследователь Б. Глогер выдвигает достаточно остроумную гипотезу, кем на самом деле мог быть Тиль Колуп. Хотя бесспорных доказательств её нет, и вряд ли их удастся найти, все же стоит изложить суть гипотезы.
По мнению исследователя, Колупом был на самом деле пропавший без вести Генрих, сын Генриха (VII). Его мать, последняя из династии Бабенбергов, после смерти мужа в 1251 году вышла замуж за короля Оттокара II Богемского, не преминувшего присвоить себе Австрию и Штирию. Сыновья Генриха (VII) (Фридрих и Генрих, из которых первый считается умершим в Италии в 1252 году, второй — пропавшим без вести) как потомки отлученного еретика были отстранены от права наследования, и, быть может, младшему из них пришла в голову мысль попробовать вернуть себе трон с помощью отчаянной авантюры.
В подтверждение своей теории Глогер выдвигает следующие аргументы:
1. В XII-XIII веках немецкие крестьяне ещё не имели фамилий, и потому «Тиль Колуп» — не подлинное имя, а скорее презрительная кличка претендента, оставшаяся за ним в истории.
2. Письма, дошедшие до нас (хоть и в копиях), точно соответствуют правилам, принятым в канцелярии Штауфенов. (Впрочем, стоит вспомнить Пугачева, за которого писали другие, чтобы довод перестал казаться очень серьёзным).
3. В Хрониках содержатся неясные упоминания, что Лже-Фридрих встречался и якобы называл по имени прежних соратников и также был ими узнан. (Подобное известно из истории Жанны дез Армуаз, выдававшей себя за Орлеанскую деву. Впрочем, как в той истории, так и в этой окончательная точка не поставлена).
4. Вряд ли крестьянин мог владеть несколькими языками и знать придворный церемониал, без чего авантюра не могла увенчаться успехом. (Все это так, но смущает разница в возрасте между отцом и внуком — что не могло не бросаться в глаза).
Точного ответа о подлинном имени, происхождении и самозванстве несчастного нет. Таким образом, не исключено, что казнен был действительно монарх. История и до, и после изобилует и гораздо более точными свидетельствами такого исхода.